# Сейсиллуг
Сейсиллуг (валл. Seisyllwg) — раннесредневековое государство в Юго-Западном Уэльсе (скорее княжество, чем королевство), существовавшее в VII—X веках.
В 720 году король Кередигиона Сейсилл ап Клидог — прямой потомок Кередига победил Дивед и отобрал у него область Истрад-Тиви. Новое увеличившиеся в размерах государство было названо в его честь Сейсиллугом. Это новообразованное королевство продолжало расширяться. В конце VII — начале VIII веков в его состав вошли Биэллт и Гвертринион. Мужская линия рода короля Кередига пресеклась в 871 году со смертью Гугона ап Меурига. Воспользовавшись династическим кризисом, муж его сестры Родри Великий захватил Сейсиллуг и сделал его на некоторое время субкоролевством Гвинеда. Однако после смерти Родри его сын Каделл в той или иной степени восстановил независимость Сейсиллуга. В 904 году Каделл завоевал соседний Дивед, посадив там своего сына Хивела Доброго. А в 920 году Хивелл, унаследовав трон Сейсиллуга, объединил оба своих государства в королевство Дехейбарт.

## Список королей
- Сейсилл ап Клидог
- Артен ап Сейсилл (ум. в 807 году[3])
- Дивнуал ап Артен
- Меуриг ап Дивнуал
- Гугон ап Меуриг (ум. в 871 году)
- Каделл ап Родри (872 — 909) его мать Ангарад верх Меуриг[англ.]
- Клидог ап Каделл (909 — 920)